# Eugnamptus punctatus
Espèce
Eugnamptus punctatus est une espèce d'insectes coléoptères appartenant à la famille des Rhynchitidae.

## Référence
- (en) Pierce, W. D. 1913 : Miscellaneous contributions to the knowledge of the weevils of the families Attelabidae and Brachyrhinidae. Proceedings of the United States National Museum 45 pp 365-426.